# Taverneux
Taverneux est un hameau de la ville belge d'Houffalize situé en Région wallonne dans la province de Luxembourg.
Avant la fusion des communes de 1977 et depuis 1823, Taverneux faisait partie de la commune de Mont.

## Situation
Taverneux se trouve entre les localités de Sommerain, Fontenaille, Mont et Houffalize dont le centre est situé 2 km au sud. La sortie no 52 de l'autoroute E25 Liège-Luxembourg se situe à proximité immédiate de la localité (moins d'1 km).

## Description et patrimoine
Dans un environnement de prairies vouées à l'élevage, Taverneux est une petite localité ardennaise implantée le long de sa rue principale montant de l'altitude 400 m à 445 m. Au centre du hameau, à un carrefour, la petite église Saint Lambert est bâtie en partie en pierre de schiste, en partie en crépi de couleur blanche. Cette église a été reconstruite en 1896 en style néo-gothique (présence de baies en arc brisé) en remplacement d'une église qui remontait au XVIe siècle.
Le village compte plusieurs anciennes fermes (certaines toujours en activité), fermettes et maisons souvent bâties en pierre du pays (schiste) et parfois blanchies. Parmi celles-ci, la maison Lemaire date du XVIIe siècle. La proximité de l'autoroute (sortie no 52) a permis au hameau de se développer par la construction d'habitations de type pavillonnaire principalement sur les hauteurs du hameau.
Au nord du village, en direction de Sommerain, la chapelle Notre-Dame de Forêt datée de 1755 fait l'objet d'un pèlerinage. Elle est reprise sur la liste du patrimoine immobilier classé de Houffalize.